# Pachygnatha tenera
Pachygnatha tenera là một loài nhện trong họ Tetragnathidae.
Loài này thuộc chi Pachygnatha. Pachygnatha tenera được miêu tả năm 1879 bởi Karsch.